# Гущин (зупинний пункт)
Гу́щин — пасажирський залізничний зупинний пункт Рівненської дирекції Львівської залізниці.
Розташований неподалік від села Гішин, Ковельський район, Волинської області на лінії Вербка — Камінь-Каширський між станціями Вербка (9 км) та Камінь-Каширський (40 км).
Станом на кінець лютого 2019 року пасажирське сполучення відсутнє.